# Парзайершпице
Парзайершпице (на немски Parseierspitze) е най-високият връх на Лехталските Алпи (3036 м, по други данни 3040 м). Намира се на територията на Австрия, провинция Тирол. Издига се внушително над долината на Ин и над градчето Ландек с денивелация от 2200 м. Съставен е от утаечни скали - главно мергели, но точно под върха се очертава зеленикаво-червено петно. Там преобладават радиолити. Те са по-твърди и успешно устояват на ерозията. Поради това стечение на геоложката история върхът е запазил височината си, докато околните върхове бавно са денудирали.
Нормалният маршрут за изкачване е от юг, като последната спирка е хижа Аугсбургер (2289 м). Пътят не е изцяло обезопасен и са възможни падащи скали. Първото документирано изкачване е на 23 август 1869, но най-вероятно местни хора са се оказвали там и по-рано. То е дело на Йозеф Антон Спехт и Петер Зайс.